# Drugi rząd Vojislava Koštunicy
Drugi rząd Vojislava Koštunicy – rząd Republiki Serbii urzędujący od 15 maja 2007 do 7 lipca 2008.
Gabinet powstał po przedterminowych wyborach parlamentarnych w 2007, wygranych przez Serbską Partię Radykalną. SRS pozostała jednak w opozycji. Urząd premiera zachował Vojislav Koštunica z Demokratycznej Partii Serbii. Jednostronna deklaracja niepodległości ze strony Kosowa doprowadziła do kryzysu w koalicji, skutkując w 2008 kolejnymi wyborami parlamentarnymi.
Drugi rząd Vojislava Koštunicy tworzyły: Demokratyczna Partia Serbii (DSS), Partia Demokratyczna (DS), G17 Plus (G17+), Nowa Serbia (NS) i Demokratyczna Partia Sandżaku (SDP).

## Skład rządu
- premier: Vojislav Koštunica (DSS)
- wicepremier: Božidar Đelić (DS)
- minister gospodarki i rozwoju regionalnego: Mlađan Dinkić (G17+)
- minister nauki i technologii: Ana Pešikan (G17+)
- minister zdrowia: Tomica Milosavljević (G17+)
- minister młodzieży i sportu: Snežana Samardžić-Marković (G17+)
- minister finansów: Mirko Cvetković (DS)
- minister rolnictwa, leśnictwa i gospodarki wodnej: Slobodan Milosavljević (DS)
- minister obrony: Dragan Šutanovac (DS)
- minister spraw zagranicznych: Vuk Jeremić (DS)
- minister sprawiedliwości: Dušan Petrović (DS)
- minister ds. administracji publicznej i samorządowej: Milan Marković (DS)
- minister ekologii: Saša Dragin (DS)
- minister telekomunikacji i technologii informacyjnych: Aleksandra Smiljanić (DS)
- minister ds. diaspory: Milica Čubrilo (DS)
- minister kultury: Vojislav Brajović (DS)
- minister ds. narodowego planu inwestycji: Dragan Đilas (DS)
- minister pracy i polityki społecznej: Rasim Ljajić (SDP)
- minister spraw wewnętrznych: Dragan Jočić (DSS)
- minister energii: Aleksandar Popović (DSS)
- minister ds. Kosowa: Slobodan Samardžić (DSS)
- minister edukacji: Zoran Lončar (DSS)
- minister handlu: Predrag Bubalo (DSS)
- minister ds. religijnych: Radomir Naumov (DSS)
- minister transportu: Velimir Ilić (NS)